# Stratford St Andrew
Stratford St Andrew est un village et une paroisse civile du Suffolk, en Angleterre.